# 前野良沢
前野 良沢（まえの りょうたく、享保8年（1723年） - 享和3年10月17日（1803年11月30日））は、豊前国中津藩（現在の大分県中津市）の藩医で蘭学者、のち江戸幕府の幕臣。『解体新書』の主幹翻訳者。良沢は通称で、姓に源を用いることもあった。諱は熹（よみす）で、「余実寿」「Jomis」と自著することもある。字は子悦、号は楽山、のちに蘭化。

## 経歴
福岡藩江戸詰藩士・源新介の子として生まれた。幼少で両親を亡くしたため、母方の大叔父で淀藩（現在の京都府京都市伏見区）の医者宮田全沢に養われる。全沢は吉益東洞の古医方の流れをくむ医者で、『医学知津』という医書を描くほど博学だったが、奇人だった。良沢に「世の中には捨ててしまうと絶えてしまうものがある。流行りものはどうでもいいから、廃れてしまいそうなものを習い覚えて、後の世に残すよう心がけよ」と教えた（『蘭学事始』）。
1748年（寛延元年）、全沢の妻の実家で中津藩の医師前野家の養子となり、中津藩医となる（家禄200石から300石）。そのかたわら、世に廃れそうな一節切を稽古しその秘曲を極め、猿若狂言の稽古に通う時もあった。

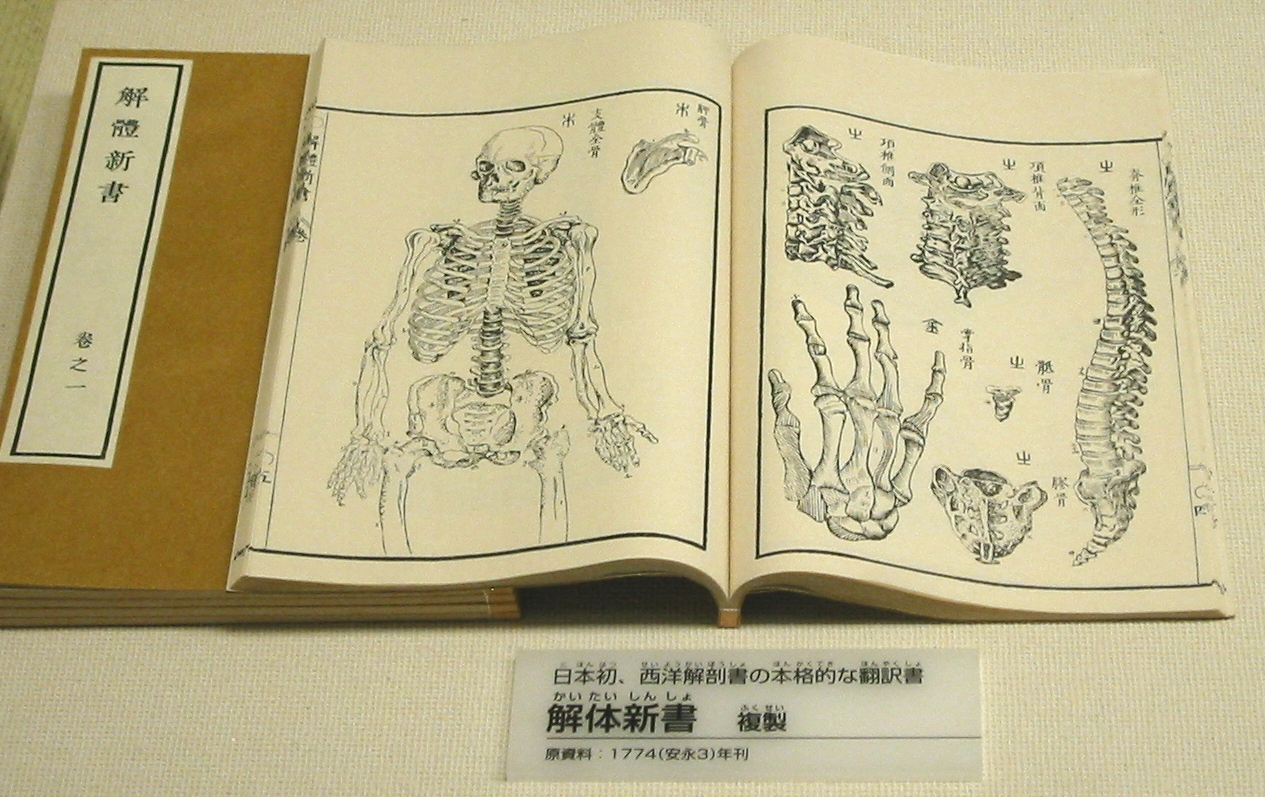
『解体新書』（複製）。国立科学博物館の展示。

1743年（寛保2年）頃、同じ藩の知人からオランダ書物の切れ端を見せられ、国が異なり言葉が違っても同じ人間だから理解出来ないことはないだろう、と蘭学を志す。晩年の青木昆陽に師事した後、1769年（明和6年）に藩主の参勤交代について中津に下向した際、長崎へと留学した。
留学中に手に入れた西洋の解剖書『ターヘル・アナトミア』を杉田玄白、中川淳庵、桂川甫周ら盟友と3年5か月かけて翻訳し『解体新書』を翻訳した（1774年（安永3年）刊行）。しかし、『解体新書』発行当時、その業績は知られておらず、（発行時に名を出したのは杉田玄白他数名）その存在が世に知られるのは『解体新書』の翻訳作業の困難を記した玄白の『蘭東事始（蘭学事始）』であった。
良沢が『解体新書』に自らの名を出さなかったのは、その翻訳の不備を自らがよくわかっており（とはいえ、当時の日本の語学水準からすれば、その翻訳は奇跡に近い完成度を誇っていた）、これを恥として許すことができなかったためと言われている。また一説としては、蘭学に対する幕府の対応が芳しくなかったため、万が一の際に、最も蘭語に通ずる良沢に咎が及ぶのを避けるためと、前説の訳の不備に対する良沢の気持ちを杉田が酌み取ったためともされている。その後、蘭学に対する真摯な姿勢により、藩主奥平昌鹿より「蘭学の化け物」と賞賛され、これを誉とし「蘭化」と号する。昌鹿が『ボイセン（人名）プラクテーキ』を与えたとあるが、van Henricus Buysen（Buyzenとも）が著した "Practyk der medicine"のことである。良沢はオランダ語研究に夢中な余りに藩務を怠りがちで、同僚の藩医たちは昌鹿に良沢の職務怠慢を訴えた。ところが昌鹿は、「日々の治療も仕事だが、その治療のために天下後世の民に有益なことを成そうとするのも仕事である」と言って取り合わなかったという（『蘭学事始』）。
寛政の三奇人のひとり高山彦九郎と親しかった。娘の嫁ぎ先である幕府医師・小島家で没した。弟子に司馬江漢、大槻玄沢等がいる。
晩年は加齢による眼病や中風に苦しむが、オランダ語研究の熱意は生涯衰えなかった。1803年11月30日（享和3年10月17日）、81歳で死去。東京都台東区下谷池之端曹洞宗慶安寺に埋葬。1913年（大正2年）にこの寺が東京都杉並区梅里に移転した。墓碑が残されている。
明治時代となり、中津藩出身の福沢諭吉と大槻家の人々によって良沢の顕彰活動が推進した。特に大槻玄沢の孫如電と文彦の活動は顕著であった。諭吉は『ターヘル・アナトミア』の翻訳事業を、単なる一医学上の小事でなく日本文明の重大事件と位置づけた。1893年（明治26年）、前野良沢には正四位が贈られた。なお、杉田玄白と青木昆陽には1907年（明治40年）に正四位が贈られた。

## 著書
- 『蘭学階梯』
- 『和蘭訳筌』
- 『蘭語随筆』
- 『管蠡秘言』
- 『魯西亜本記略』

## 登場作品

### 小説
- 菊池寛『蘭学事始』
- 吉村昭『冬の鷹』新潮文庫
- 吉村昭『彦九郎山河』文春文庫

### 漫画
- みなもと太郎『風雲児たち』リイド社

### テレビドラマ
- 『風雲児たち〜蘭学革命（れぼりゅうし）篇〜』（2018年1月1日・NHK正月時代劇、演：片岡愛之助）

### テレビアニメ
- 『ねこねこ日本史』 - 杉田玄白の回で登場する。